# کنجی هوننامی
کنجی هوننامی (به انگلیسی: Kenji Honnami) بازیکن فوتبال اهل ژاپن و عضو تیم ملی فوتبال ژاپن است که در تاریخ ۲۹ مه ۱۹۹۴ میلادی اولین بازی ملی‌اش را انجام داد. او در ۳ بازی ملی حضور داشت و آخرین بازی ملی خود را در تاریخ ۱۴ ژوئیه ۱۹۹۴ میلادی انجام داد. کنجی هوننامی در بازی‌های ملی‌اش
گلی به ثمر نرساند.